# Doughboy Island (ö i Australien, Victoria)
Doughboy Island är en ö i Australien. Den ligger i delstaten Victoria, omkring 160 kilometer sydost om delstatshuvudstaden Melbourne.
Genomsnittlig årsnederbörd är 1 301 millimeter. Den regnigaste månaden är juni, med i genomsnitt 181 mm nederbörd, och den torraste är januari, med 57 mm nederbörd.